# Psilotrichum sericeovillosum
Psilotrichum sericeovillosum är en amarantväxtart som beskrevs av Emilio Chiovenda. Psilotrichum sericeovillosum ingår i släktet Psilotrichum och familjen amarantväxter. Inga underarter finns listade i Catalogue of Life.